# Équipe d'Australie féminine de cricket
L'équipe d'Australie de cricket féminin représente l'Australie dans les trois principaux formats de cricket féminin : test-matchs, ODI et Twenty20. Ses joueuses sont surnommées les Southern Stars. La sélection dispute le premier test-match de l'histoire du cricket féminin en 1934. Elle remporte sa première Coupe du monde au cours de la deuxième édition, en 1978, et porte son total de victoires dans l'épreuve à sept en 2022. D'abord sous la responsabilité de l'Australian Women’s Cricket Council, fondé en 1931, elle est dans le giron de la fédération australienne de cricket, Cricket Australia, à partir de 2001, année du début de la fusion progressive des deux organisations.

## Bilan

### Palmarès
- Coupe du monde : six victoires (1978, 1982, 1988, 1997, 2005, 2013 et 2022)
- Championnat du monde de Twenty20 : cinq victoires (2010, 2012, 2014, 2018 et 2020)

### Parcours
| Coupe du Monde de Cricket | Coupe du Monde de Cricket |
| Année                     | Résultat                  |
| ------------------------- | ------------------------- |
| 1973                      | Finaliste                 |
| 1978                      | Vainqueur                 |
| 1982                      | Vainqueur                 |
| 1988                      | Vainqueur                 |
| 1993                      | Premier tour              |
| 1997                      | Vainqueur                 |
| 2000                      | Finaliste                 |
| 2005                      | Vainqueur                 |
| 2009                      | Deuxième tour             |
| 2013                      | Vainqueur                 |
| 2017                      | Demi-finaliste            |
| 2022                      | Vainqueur                 |

| Championnat du monde de Twenty20 | Championnat du monde de Twenty20 |
| Année                            | Résultat                         |
| -------------------------------- | -------------------------------- |
| 2009                             | Demi-finaliste                   |
| 2010                             | Vainqueur                        |
| 2012                             | Vainqueur                        |
| 2014                             | Vainqueur                        |
| 2016                             | Finaliste                        |
| 2018                             | Vainqueur                        |
| 2020                             | Vainqueur                        |

## Joueuses

### Équipe actuelle
Le comité de sélection de l'équipe nationale désigne chaque année les joueuses qui sont sous contrat directement avec la fédération australienne de cricket, Cricket Australia. Les joueuses qui ne font pas partie de ce groupe peuvent quand même être sélectionnées. Pour la saison 2021-2022 sont sous contrat quinze joueuses : 
| Nom                   | Âge       | Équipe en Australie     | Notes          |
| Batteuses             | Batteuses | Batteuses               | Batteuses      |
| --------------------- | --------- | ----------------------- | -------------- |
| Rachel Haynes         | 38        | Nouvelles Galles du Sud | Vice capitaine |
| Meg Lanning           | 33        | Victoria                | Capitaine      |
| All-rounders          |           |                         |                |
| Ashleigh Gardner      | 28        | Nouvelles Galles du Sud | (Spin)         |
| Tahlia McGrath        | 29        | Australie-méridionale   | (Pace)         |
| Ellyse Perry          | 34        | Victoria                | (Pace)         |
| Annabel Sutherland    | 23        | Victoria                | (Pace)         |
| Gardiennes de guichet |           |                         |                |
| Beth Mooney           | 31        | Queensland              |                |
| Alyssa Healy          | 35        | Nouvelles Galles du Sud |                |
| Lanceuses             |           |                         |                |
| Darcie Brown          | 22        | Australie-méridionale   | (Pace)         |
| Nicola Carey          | 31        | Tasmanie                | (Medium)       |
| Jess Jonassen         | 32        | Queensland              | (Spin)         |
| Sophie Molineux       | 27        | Victoria                | (Spin)         |
| Megan Schutt          | 32        | Australie-méridionale   | (Pace)         |
| Tayla Vlaeminck       | 26        | Victoria                | (Pace)         |
| Georgia Wareham       | 26        | Victoria                | (Spin)         |

### Palmarès individuel

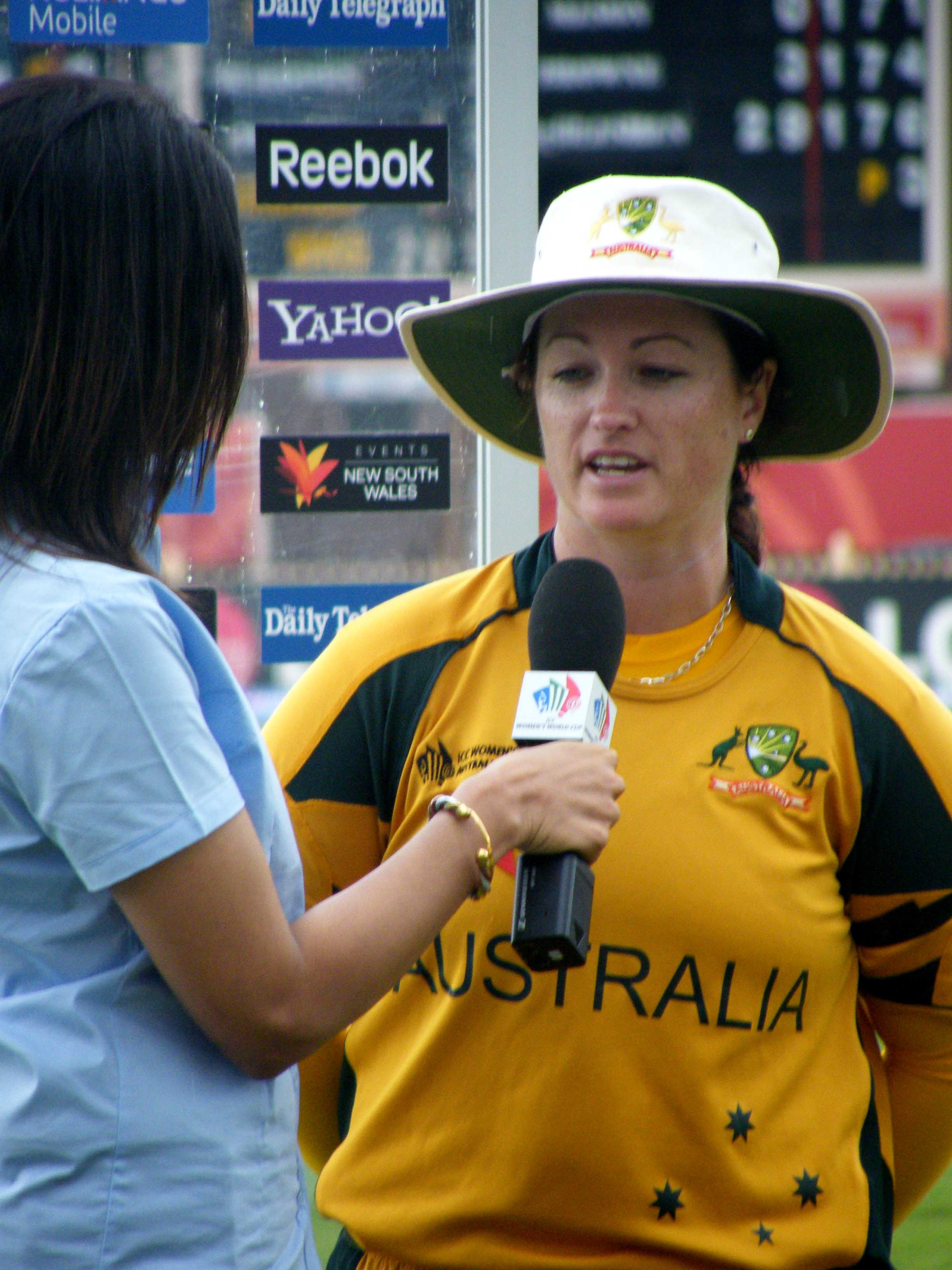
Karen Rolton en 2009. Désignée meilleure joueuse du monde en 2006, elle est également nommée quatre fois meilleure joueuse australienne de l'année.

- Membre du Temple de la renommée de l'ICC : Belinda Clark (depuis 2011), Betty Wilson (depuis 2015)[1]
- Membre du Temple de la renommée du cricket australien : Belinda Clark (depuis 2014)
- Joueuse de l'année aux ICC Awards (2006-2012) : Karen Rolton (2006), Shelley Nitschke (2010)
- Joueuse de l'année en ODI aux ICC Awards (depuis 2013) : aucune
- Joueuse de l'année en Twenty20 aux ICC Awards (depuis 2013) : Meg Lanning (2014)
- Trophée Belinda Clark (meilleure joueuse australienne de l'année, depuis 2002) :
  - 4 fois : Karen Rolton (2002, 2003, 2005 et 2006) et Shelley Nitschke (2009, 2010, 2011 et 2012)
  - 2 fois : Lisa Sthalekar (2007 et 2008)
  - 1 fois : Cathryn Fitzpatrick (2004), Jess Cameron (2013), Meg Lanning (2014)